# 塔拉法爾

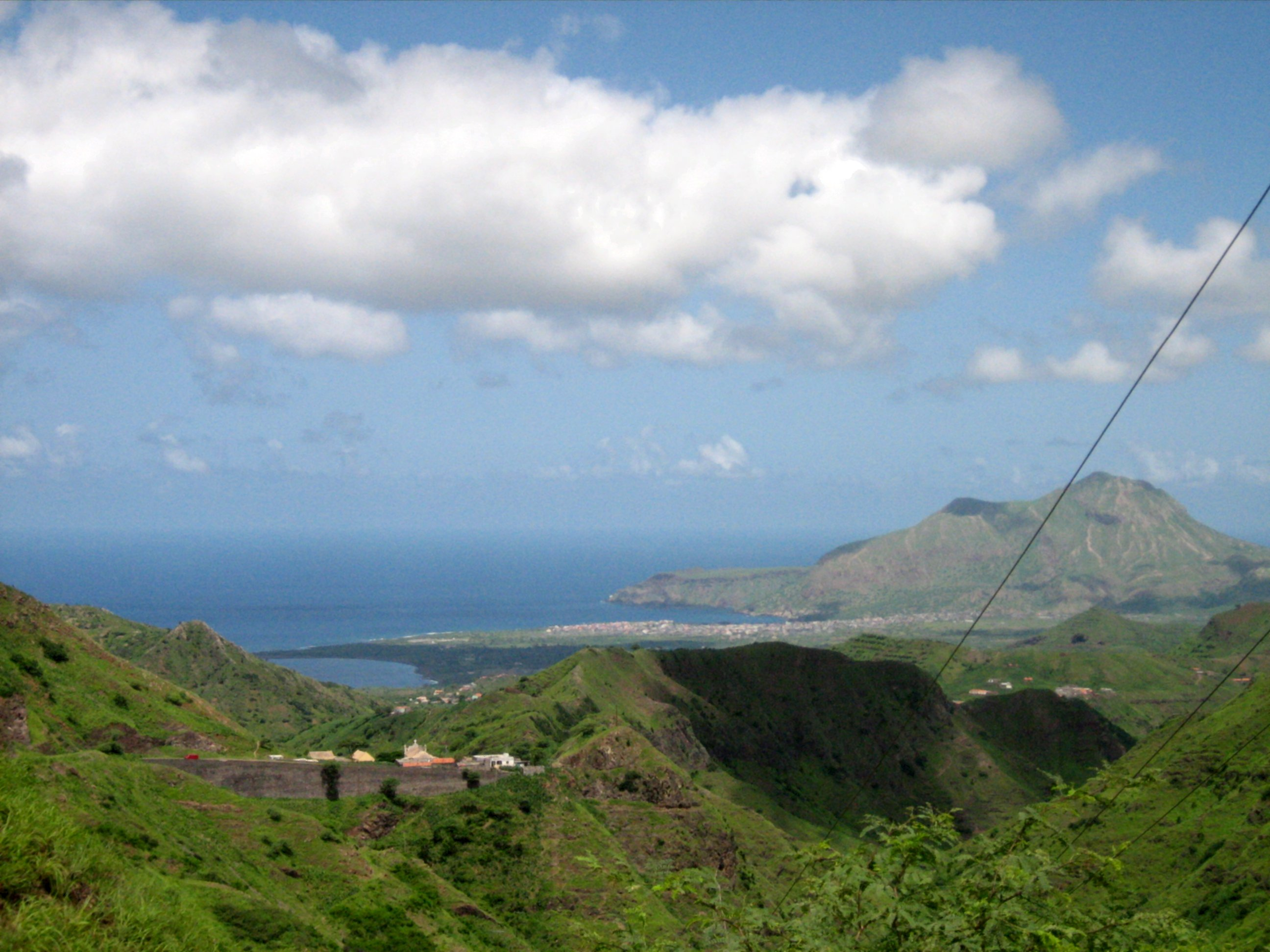

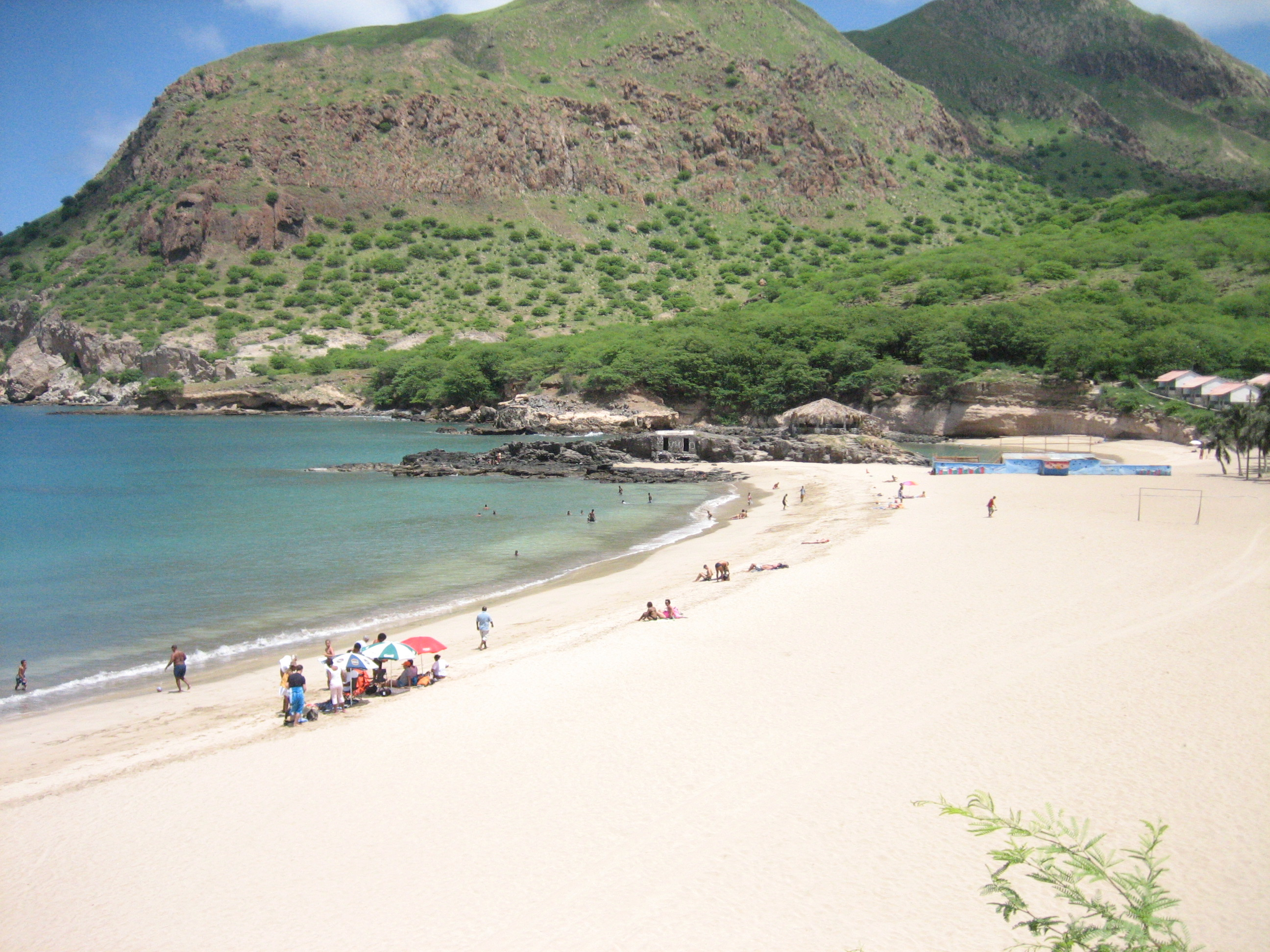

塔拉法爾（葡萄牙語：Tarrafal）是佛得角的城市，也是塔拉法爾縣的首府，位於聖地牙哥島北岸，距離首都培亞70公里，海拔高度434米，葡萄牙在1936年1月26日至1954年1月26日期間在該市設立囚禁政治犯的監獄，2012年人口估計為6,272。